# Dr. Luke
Łukasz Sebastian Gottwald (n. 26 septembrie 1973, Providence, Rhode Island, SUA), mai bine cunoscut ca Dr. Luke, este un muzician, compozitor și producător de muzică.
Gottwald a lucrat cu artiști precum Sugababes, Kelly Clarkson, Kesha, Avril Lavigne, P!nk, Backstreet Boys, The Veronicas, Katy Perry, Lady Sovereign și Britney Spears, printre alții.
Patru dintre cele mai de succes melodii a lui Gottwald sunt „Girlfriend” de Avril Lavigne, „Tik Tok” de Kesha și „I Kissed a Girl” și „Hot 'N Cold” de Katy Perry, care au condus muzica internațională.